# Elétron-volt
Elétron-volt (português brasileiro) ou eletrão-volt (português europeu) é uma unidade de medida de energia. Equivale a 1,602 176 634 x 10-19 joules. 
Seu símbolo é eV e seu plural, elétrons-volt ou eletrões-volt. Por definição, um elétron-volt é a quantidade de energia cinética ganha por um único elétron quando acelerado por uma diferença de potencial elétrico de um volt, no vácuo.
É comum especificar a capacidade de um acelerador de partículas com a unidade elétron-volt. Por exemplo, o Grande Colisor de Hádrons (Large Hadron Collisor, LHC) pode alcançar até 14 TeV (teraelétrons-volt ou trilhões de elétrons-volt). Isso significa que essa máquina é capaz de acelerar dois feixes de partículas (no caso, prótons) em sentidos contrários até que tenham energia cinética de 14 TeV um em relação ao outro, para então colidirem e produzirem os fenômenos físicos a serem investigados. Isso equivale a uma velocidade de 99,999999% da velocidade da luz. Pode-se também dizer que o LHC pode alcançar até 7 TeV por feixe
 
(como são dois feixes em sentidos contrários, a energia total de colisão entre eles é de 14 TeV).

## Uso do eV em unidades de outras grandezas físicas
Outras grandezas físicas, como a massa, podem ser expressas em termos do elétron-volt. No caso da massa, a sua relação com o elétron-volt vem da equação E = mc2, da teoria da relatividade restrita, que expressa a equivalência entre massa e energia. Aqui, E representa a energia, m a massa e c a velocidade da luz no vácuo, igual a 2,99792458 x 108 m/s. Assim, se a energia é medida em elétrons-volt, a unidade de massa pode ser expressa como "eV/c2". Por exemplo, pode-se dizer que o elétron tem massa de repouso de 0,511 MeV/c2. Isso significa que, se sua massa de repouso fosse completamente convertida em energia, resultaria em 0,511 MeV.
Porém, é comum, na linguagem científica, abreviar-se essa unidade de massa para simplesmente eV, sem o fator c2. Para isso, considera-se que estejam sendo utilizadas unidades de medida tais que c = 1.
 
Diz-se então que o elétron tem "massa de repouso de 0,511 MeV".

## Múltiplos do elétron-volt
Existem vários múltiplos do Elétron-Volt, que são largamente utilizados na física atômica, nuclear e de partículas, que são:
- keV (quilo eV): mil elétrons-volt = {\displaystyle 10^{3}} elétrons-volt.
- MeV (mega eV): 1 milhão de elétrons-volt = {\displaystyle 10^{6}} elétrons-volt.
- GeV (giga eV): 1 bilhão (mil milhões) de elétrons-volt = {\displaystyle 10^{9}} elétrons-volt.
- TeV (tera eV): 1 trilhão (mil bilhões) de elétrons-volt = 1012 elétrons-volt.